# الضمان الاجتماعي في أذربيجان
صندوق الدولة للحماية الاجتماعية لجمهورية أذربيجان هو السلطة التنفيذية المركزية في جمهورية أذربيجان، التي تنفذ التأمين الاجتماعي الحكومي الإجباري، وإدارة معاشات العمال.
بدأت تشريعات الضمان الاجتماعي في أذربيجان في أوائل القرن العشرين.واعتمدت أول أعمال في هذا المجال في عام 1903 بشأن «مسؤولية أرباب العمل عن الحوادث في الإنتاج» وفي عام 1912 القوانين المتعلقة بتأمين الموظفين على الحوادث والمرض.

## تاريخي
تم تحديد وزيادة المعاشات والمزايا السوفييتية في إطار التشريعات النقابية كافة، وبالتحديد القوانين والمقررات التي اتخذتها اللجنة التنفيذية المركزية لاتحاد الجمهوريات الاشتراكية السوفياتية ومجلس مفوضي الشعب في اتحاد الجمهوريات الاشتراكية السوفياتية.وفقا لقرار 3793 الصادر في 19 أغسطس 1937 ، منذ 1 سبتمبر 1939، وفقا لدستور جمهورية صربيا الاشتراكية السوفياتية، تم تأسيس إدارات الأمن العام في الاتحاد السوفييتي الإقليمي في باكو.بقرار من مجلس وزراء جمهورية أذربيجان الاشتراكية السوفياتية بتاريخ 25 أكتوبر 1958 ، بدأت وزارة الصحة العامة بتقديم المساعدة العامة من 1 يناير 1960 إلى أمهات متعددات الوجوه وحيدة العزب كل شهر.في العام نفسه، تم إدخال أنواع جديدة من الفوائد في نظام التقاعد السوفيتي.
في 18 أكتوبر 1991 ، تم تبني القانون الدستوري الخاص باستقلال دولة جمهورية أذربيجان وحصول أذربيجان على استقلالها للمرة الثانية.بعد استعادة استقلال الدولة، بدأت إعادة تنظيم مؤسسات الدولة في الجمهورية.ألغت وزارة الضمان الاجتماعي بجمهورية أذربيجان وزارة العمل والحماية الاجتماعية للسكان في جمهورية أذربيجان ولجنة الدولة للعمل والشؤون الاجتماعية في جمهورية أذربيجان بموجب المرسوم الصادر في 10 كانون الأول / ديسمبر 1992 «بشأن إنشاء وزارة العمل والحماية الاجتماعية للسكان في جمهورية أذربيجان».

## صندوق حماية الدولة الاجتماعي لجمهورية أذربيجان
يسترشد الصندوق في أنشطته بموجب دستور جمهورية أذربيجان وقوانين جمهورية أذربيجان والمراسيم والأوامر الصادرة من رئيس جمهورية أذربيجان وقرارات وأوامر مجلس وزراء جمهورية أذربيجان، وكذلك المعاهدات الدولية التي تكون جمهورية أذربيجان طرفاً فيها وهذا النظام الأساسي.يعمل صندوق الدولة للحماية الاجتماعية وفقا لدستور جمهورية أذربيجان ، ومراسيم وأوامر رئيس جمهورية أذربيجان، والمراسيم والأوامر الصادرة عن مجلس وزراء جمهورية أذربيجان، والمعاهدات الدولية التي تكون جمهورية أذربيجان طرفا فيها، واللوائح والقرارات الصادرة عن الوزارة، وأنظمتها، ونظامها الأساسي.يعمل صندوق الدولة للحماية الاجتماعية في علاقات متبادلة مع هيئات الحكم الذاتي والمحلية، والنقابات، والمنظمات غير الحكومية في ممارسة حقوقهم وممارسة حقوقهم وتحويلها إلى التوازن المستقل، واستخدام ممتلكات الدولة، والخزانة والحسابات المصرفية، شعار الشعار والختم باسمه، الطوابع والفراغات ذات الصلة.المشاركة في وضع سياسة دولة واحدة في مجال الحماية الاجتماعية للسكان، والمشاركة في تحديد قواعد صندوق الدولة للحماية الاجتماعية، وضمان تنفيذ هذه السياسة، وتسجيل وإزالة المشاركين في التأمين الاجتماعي الإلزامي، والمحاسبة، وحساب، وجمع أقساط التأمين ؛ تقديم الخدمات الاجتماعية بما يتماشى مع قانون جمهورية أذربيجان «بشأن الحماية الاجتماعية للسكان في جمهورية أذربيجان» ، للمشاركة في وضع وتنفيذ البرامج المتعلقة بالحماية الاجتماعية للأطفال ذوي الإعاقة والحماية الاجتماعية للأطفال ذوي الإعاقة واندماجهم في المجتمع.

## حقوق الضمان الاجتماعي
يتمثل الحق في الضمان الاجتماعي في دفع الفوائد المناسبة من الدولة وغيرها من التدابير التنظيمية والقانونية لتلبية الاحتياجات المادية للمواطنين الذين فقدوا قدرتهم الكاملة أو الجزئية.في الحالات التالية، يتم تعريف حق المواطنين في الضمان الاجتماعي:
1.عند بلوغ الحد العمري القانوني ؛
2.عندما يكون هناك مرض
3. في حالة الإعاقة ؛
4.فقدان رأس العائلة ؛
5. فقدان القدرة على العمل ؛
6. العاطلين عن العمل.